# Irina Bokova
Irina Georgieva Bokova (bulgariska: Ирина Георгиева Бокова), född 12 juli 1952 i Sofia, är en bulgarisk politiker, diplomat och tidigare generaldirektör för Unesco. Bokova valdes till generaldirektör för Unesco 2009 och blev då den första kvinnan på posten. Hon omvaldes för ytterligare fyra år på Unescos generalkonferens i november 2013. År 2017 efterträddes hon som generaldirektör av Audrey Azoulay.